# Poing
Poing (Aussprache: [ˈpoːɪŋ]) ist eine Gemeinde im oberbayerischen Landkreis Ebersberg.

## Geographie

### Lage
Poing liegt in der Region München in der Münchner Schotterebene im östlichen Einzugsgebiet der rund 21 km entfernten Landeshauptstadt München. Der Gemeindeteil östlich des Reuterparks befindet sich bereits auf einer Altmoräne der Riß-Kaltzeit. Poing liegt außerdem 20 km südlich von Erding, 11 km nördlich von Zorneding und 19 km von der Kreisstadt Ebersberg entfernt mit eigenem Anschluss an die S-Bahn, welche im 20-Minuten-Takt verkehrt und nach rund 20 Minuten den Münchner Ostbahnhof erreicht. Zur A 94 (Anschlussstellen Parsdorf und Anzing) sind es jeweils 4 km, den Flughafen München erreicht man über die Flughafentangente Ost nach etwa 31 km. Ortsteile von Poing sind Angelbrechting und Grub.

### Gemeindegliederung
Es gibt drei Gemeindeteile (in Klammern ist der Siedlungstyp angegeben):
- Angelbrechting (Dorf)
- Grub (Dorf)
- Poing (Pfarrdorf)

### Nachbargemeinden
- Pliening
- Markt Schwaben
- Anzing
- Vaterstetten
- Kirchheim

## Geschichte

Postkarte ca. 1900

### Vorgeschichte und Römerzeit
Poing hat eine mehr als tausendjährige, urkundlich nachweisbare Geschichte. Die Besiedlung des Gemeindegebietes beginnt jedoch wesentlich früher. Archäologische Funde belegen, dass hier bereits um 3000 v. Chr. Menschen gesiedelt haben. Die zahlreichen Fundstellen, vor allem aber die neuesten Ausgrabungsergebnisse in den ehemaligen Siedlungen und Gräberfeldern erzählen von einer nahezu lückenlosen Besiedlung und weit reichenden Handelsverbindungen seit dem Ende der Jungsteinzeit um 2800 v. Chr. Wissenschaftlich interessante Funde sind das spätbronzezeitliche Fürstengrab von Poing aus der späten Bronzezeit (um 1300 v. Chr.) oder die 2004 entdeckten römischen Landgüter.
Angesichts der mittelfristigen Bauplanungen wird Poing in Zukunft die größte zusammenhängende archäologisch untersuchte Fläche in Bayern aufweisen können. Wichtige Ausgrabungen fanden auf dem ehemaligen Siemens-Gelände, im neuen Ortszentrum und den vor allem nördlich gelegenen Wohngebieten „Am Bergfeld“ statt. Die Bestattungsplätze oder die landwirtschaftlich geprägten offenen Siedlungen und befestigten Einzelhöfe der vergangenen Jahrtausende erzählen eine abwechslungsreiche Geschichte hier am östlichen Rand der eiszeitlich geprägten Münchner Schotterebene. In der Zeit, in der die Römer das Land bis zur Donau besetzt hielten (15 v. Chr. bis Ende des 5. Jahrhunderts) verlief südlich des Ortes eine Heeres- und Handelsstraße. Sie verband Ovilava ((Wels) in Oberösterreich) mit Augusta Vindelicum (Augsburg). Ein Abzweig der Römerstraße führte zu den römischen Gutshöfen. Das nachgebaute römische Tor, die schützende Palisade und der Brunnen im Bauquartier 4 nördlich der Kirchheimer Allee geben einen Einblick in die Zeit zwischen dem 1. und 4. Jahrhundert nach Christus.
Allerdings scheinen die Siedlungsreste aus dem ersten und zweiten Jahrhundert nach Christus nicht von römischen Siedlern, sondern einheimischer Bevölkerung mit keltischen Wurzeln zu stammen. Man fand keine Reste von Mauerwerk aus Steinen oder Lehmziegel, die Häuser waren wohl nur aus Holz gebaut. Unter den Torpfosten wurden Hunde gefunden, die wohl als Torwächter hier begraben wurden. Tiere wurden im Ganzen in Gargruben für Festmahle zubereitet, die Ernährung bestand ansonsten aus Brei aus Einkorn, Emmer, Dinkel und Hafer. Gerste wurde zum Bierbrauen verwendet. Bei Römern wurde mehr Weizen angebaut und Bierkonsum war eher unüblich. Zur Zeit der Germaneneinfälle im dritten Jahrhundert wurde die römische Provinz Rätien praktisch entvölkert. Erst unter Kaiser Diokletian wurde die Region neu besiedelt, nun mit römischen Siedlern, von denen Töpferöfen und Münzen in Poing gefunden wurden.

### Mittelalter und Neuzeit

Postkarte ca. 1901

Der ursprüngliche Ortsname Piuuuingun leitet sich von einer Person namens Piuwo ab. Die Endung „ing“ weist auf die altbayerische Herkunft hin. Direkt übersetzt bedeutet der Ortsname bei den Leuten des Piuwo. Erstmals wurde Piuuuingun in den Aufzeichnungen des Hochstifts Freising in der zweiten Hälfte des 9. Jahrhunderts erwähnt. Im Laufe der Zeit änderte sich der Ortsname mehrfach (Biuwingun, Pivingen, Puingen, Pewing, Poying).
Der heutige Name Poing ist seit 1813 im Gebrauch.
Graf Chunrat der Preysinger verkaufte 1398 die Hofmark Pewging an Ulrich Tichtel zu München. 1406 wurde jene von der Stadt München an den Herzog von Bayern-Ingolstadt verkauft. Im Landshuter Erbfolgekrieg (1502/1503) und im Dreißigjährigen Krieg (1618 bis 1648) wurde Poing in Mitleidenschaft gezogen. 1632 bis 1634 wütete die Pest. Am 1. März 1686 schenkte Kurfürst Max Emanuel dem Geheimsekretär Corbinian von Prielmair den Urbarshof zu Poyen. Er blieb bis ins 19. Jahrhundert im Besitz der Familie Prielmair. 
Im Zuge der Verwaltungsreformen in Bayern entstand mit dem Gemeindeedikt von 1818 die heutige Gemeinde mit den Ortsteilen Poing, Grub und Angelbrechting. Am 1. Mai 1871 wurde die Bahnstrecke München–Simbach eröffnet, was zu einem wirtschaftlichen Aufschwung Poings führte.

### 20. Jahrhundert

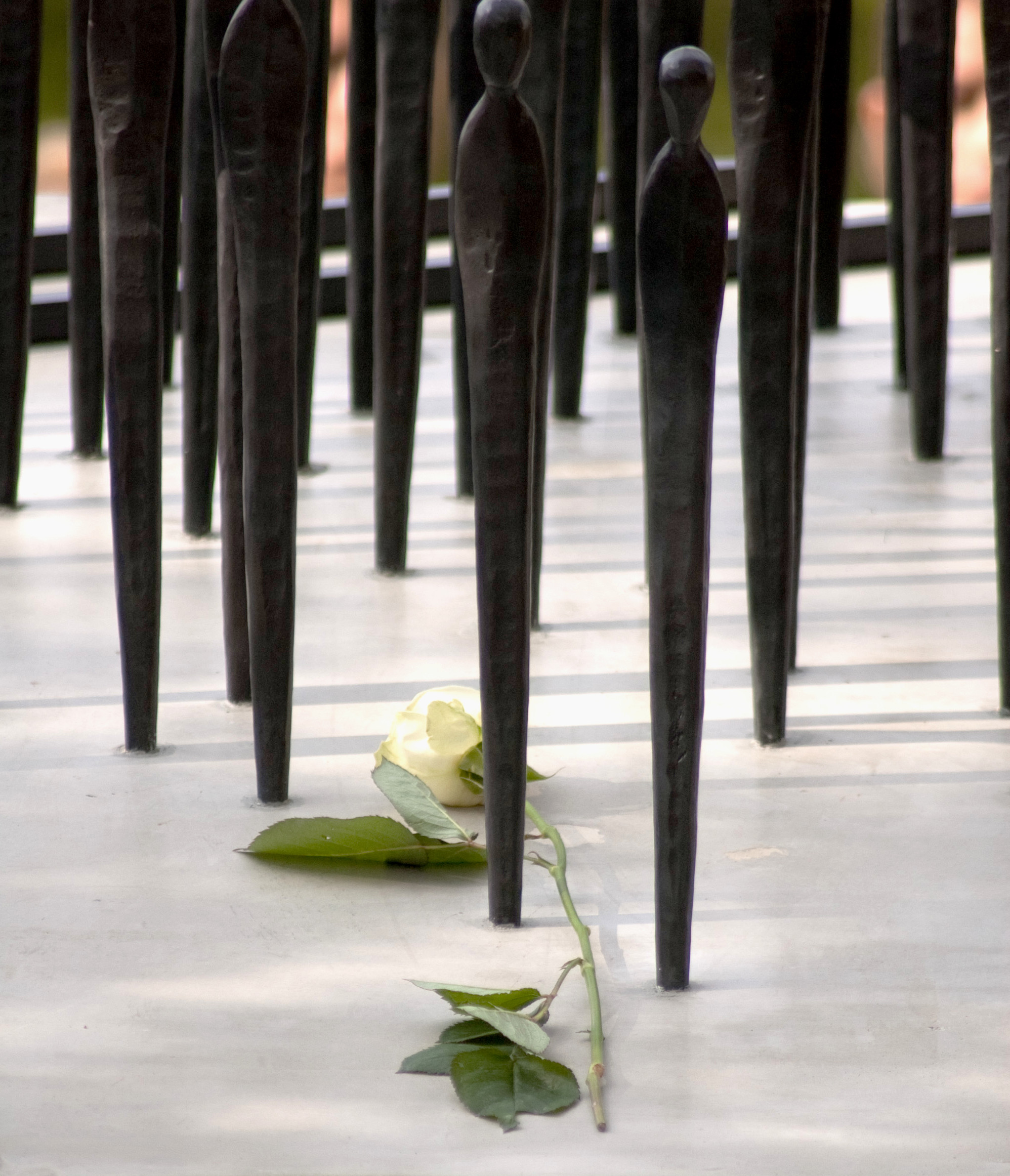
2010 errichtetes Mahnmal in der Nähe des Bahnhofes

Ende April 1945 wurden anlässlich der Auflösung des KZ-Außenlagerkomplexes Mühldorf etwa 3.600 überwiegend jüdische Häftlinge in Güterwaggons verladen und Richtung Seeshaupt transportiert. Am 26. April 1945 stoppte der Evakuierungstransport in Poing aufgrund eines Lokschadens. Am 27. April 1945 kam es in den Waggons zu einem Aufstand unter den kranken und verzweifelten Häftlingen, darunter Hugo Princz. Dabei versuchten viele Häftlinge zu fliehen und mindestens 50 wurden dabei getötet.
Laut sowjetischen Prozessakten soll der Luftwaffenangehörige Lothar Windmüller den Schießbefehl gegeben haben. Die Luftwaffe war vom damaligen Bürgermeister Poings um Unterstützung gebeten worden. 50 Menschen starben, 200 wurden verletzt, 250 Gefangene konnten entkommen. Am 1. Mai 1945 um elf Uhr erreichten die ersten amerikanischen Militärfahrzeuge Poing. Auf der Neufahrner Straße kam es zu einem letzten Schusswechsel. Drei der erschossenen Häftlinge ruhen heute auf dem Ehrenfriedhof der KZ-Gedenkstätte Flossenbürg. Zu den wenigen Überlebenden des Transports gehören Stephen Nasser und Leszlie Schwartz, sie sind in die USA emigriert, Leo Wynreb, er blieb in Forstinning und verstarb 2013 im Seniorenzentrum Poing, und Max Mannheimer. Er wurde nach 27 Monaten Konzentrationslager am 30. April 1945 bei Tutzing befreit. Am 23. September 2016 verstarb Max Mannheimer 96-jährig in München. In Erinnerung an Max Mannheimer hat die Gemeinde Poing ihr Bürgerhaus in Max-Mannheimer-Bürgerhaus umbenannt. Zum Gedenken an die Opfer hat die Gemeinde Poing 2010 ein Mahnmal in der Nähe des Bahnhofes Poing errichtet, ausgeführt durch den Künstler Karl Orth.
1968 entschied sich Poing für eine umfangreiche Ortserweiterung nach Norden. Die 1979 gegründete Arbeitsgemeinschaft Poing Am Bergfeld, ein Zusammenschluss mehrerer Wohnungsgesellschaften und der Gemeinde Poing, setzt seit 1988 schrittweise das Konzept einer „heiteren Gartenstadt“ mit in einem Netz von Grünzügen eingebetteten Baugebieten und zahlreichen Infrastrukturangeboten um. Am Bergfeld wird heute damit die Entwicklung von Architektur, Städtebau und Immobiliennachfrage in den letzten Jahrzehnten mit all ihren Stärken und Schwächen ablesbar. Am Bahnhof entstand die neue Ortsmitte Poing mit dem CityCenter, dem Bürgerhaus (Architekten Bez und Kock), der von Andreas Meck entworfenen und mit der Großen Nike ausgezeichneten Kirche Seliger Pater Rupert Mayer sowie der Christuskirche mit ihrem Turm von Keune und Hübschmann. Die städtebaulichen Entwürfe der Baugebiete stammen von den Architekten Ulrich Holzscheiter, Mechthild Siedenburg und Christian Böhm. Der Bergfeldpark und der Bergfeldsee bieten wohnungsnahe Erholung, Fuß- und Radwege im Park verknüpfen die neuen Quartiere des Bergfelds mit dem Altort.

### Einwohnerentwicklung
Zwischen 1988 und 2020 wuchs die Gemeinde von 6.599 auf 16.619 um 10.020 Einwohner bzw. um 151,8 % – der höchste prozentuale Zuwachs im Landkreis im genannten Zeitraum.
| Jahr | Einwohner |
| ---- | --------- |
| 1840 | 307       |
| 1871 | 322       |
| 1900 | 440       |
| 1925 | 726       |
| 1939 | 902       |
| 1950 | 1.589     |
| 1961 | 2.240     |
| 1970 | 4.363     |
| 1987 | 6.152     |
| 1991 | 7.344     |
| 1995 | 9.513     |
| 1999 | 10.461    |
| 2000 | 10.540    |
| 2001 | 10.721    |
| 2002 | 11.094    |
| 2003 | 11.337    |
| 2004 | 11.685    |

| Jahr | Einwohner |
| ---- | --------- |
| 2005 | 12.088    |
| 2006 | 12.601    |
| 2007 | 12.812    |
| 2008 | 13.022    |
| 2009 | 13.147    |
| 2010 | 13.425    |
| 2011 | 13.502    |
| 2012 | 13.750    |
| 2013 | 14.147    |
| 2014 | 14.449    |
| 2015 | 14.596    |
| 2016 | 15.217    |
| 2017 | 15.652    |
| 2018 | 16.480    |
| 2019 | 16.659    |
| 2020 | 16.619    |
| 2021 | 16.589    |
| 2022 | 16.957    |
| 2023 | 17.249    |
| 2024 | 17.245    |

Einwohnerentwicklung von Poing von 1840 bis 2017 nach nebenstehender Tabelle

Die Gemeinde Poing mit den Ortsteilen Poing, Grub und Angelbrechting liegt im östlichen Einzugsgebiet der ca. 20 km entfernten Landeshauptstadt München und gehört als zweitgrößte Gemeinde, in Bezug auf die Einwohnerzahl, zum Landkreis Ebersberg. 
Poing und Grub verfügen mit jeweils eigenem S-Bahn-Anschluss über eine hervorragende Infrastruktur Richtung München und liegen in unmittelbarer Nähe zur A94. Den Flughafen München erreicht man über die Flughafentangente Ost.
Von 1992 bis 2020 verdoppelte sich die Einwohnerzahl auf rund 16.200. Poing zählt zu den jüngsten und kinderreichsten Gemeinden Deutschlands und erfreut sich mit 100 % Kinderbetreuungsquote, vielen Schulen und hohem Freizeitwert gerade bei Familien größter Beliebtheit. Ein eigener Bade- und Freizeitsee, der größte Wildpark Bayerns, vielfältige Einkaufsmöglichkeiten und die Nähe zum Ebersberger Forst bestätigen den hohen Naherholungswert der Gemeinde.
Als attraktiver Wirtschafts- und Gewerbestandort mit ansässigen namhaften Unternehmen, den Bayerischen Staatsgütern in Grub und dem bedeutenden zeitgenössischen Bau, der römisch-katholischen Kirche Seliger Pater Rupert Mayer, entwickelt sich Poing weiter zu einem bedeutenden Standort über die Landkreisgrenzen hinaus.
Der starke Einwohneranstieg geht auf die vielen neuen Baugebiete zurück, die nördlich der Bahnstrecke München–Simbach immer weiter erschlossen werden. Die Bauaktivitäten im Neubaugebiet W7 (Lerchenwinkel) werden Ende 2022 abgeschlossen. In dem geplanten Wohngebiet W8 entsteht in den nächsten 10 Jahren Wohnraum für weitere 2.000 Menschen. Dabei werden jeweils 40 % des Bauareals als bezahlbare Mietwohnungen errichtet. In W7 nördlich des Zauberwinkel ist das fünfte Gymnasium im Landkreis geplant.
Der Bergfeldsee wurde 2005 als Bade- und Freizeitsee eröffnet und 2011 auf eine Größe von 49.000 Quadratmeter erweitert.

## Religion

### Christentum

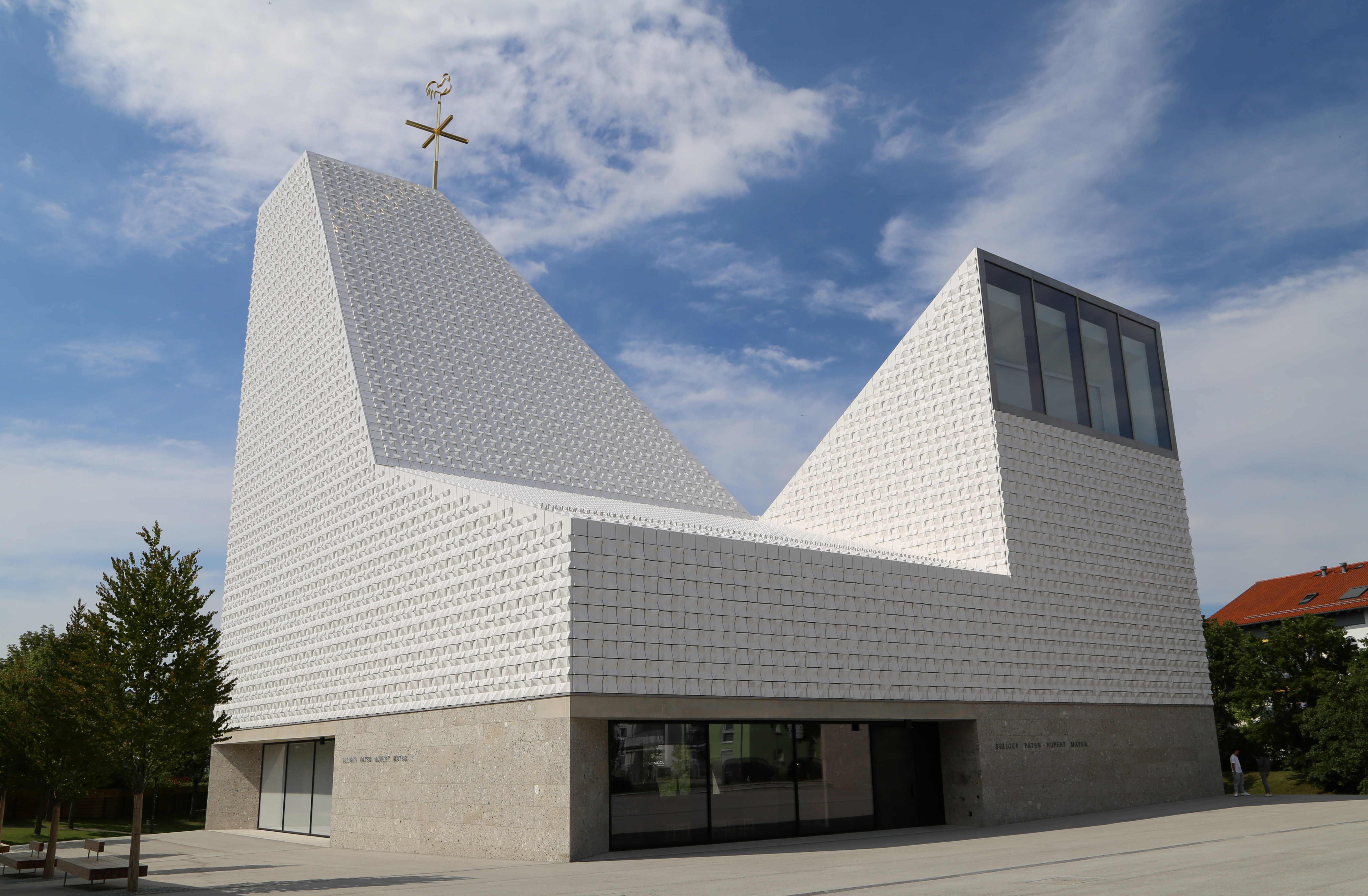
Die neue Pfarrkirche Seliger Pater Rupert Mayer

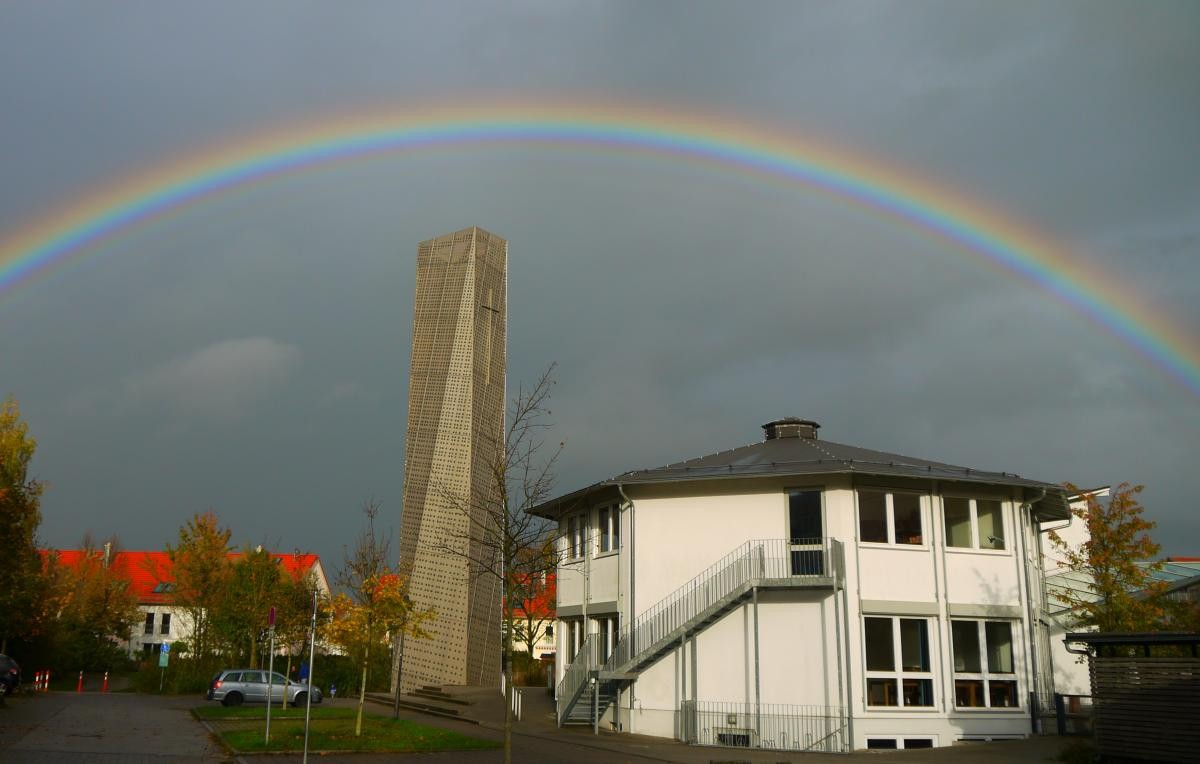
Evangelisch-Lutherische Christuskirche

Die Katholische Kirche St. Michael steht im südlichen Teil Poings. Diese existierte seit 1052. Seit 1960 hat Poing eine eigene Pfarrei, die nach der Kirche den Namen St. Michael trägt. Pfarrkirche ist aber seit 2018 die in dem Jahr fertiggestellte Kirche Seliger Pater Rupert Mayer, nördlich des S-Bahnhofs.
Die evangelisch-lutherische Christuskirche befindet sich in der Nachbarschaft zur neuen katholischen Pfarrkirche; die Einweihung fand im Oktober 2001 statt. Seit April 2009 ist die vorher zu Markt Schwaben gehörende Gemeinde in Poing eigenständig.

### Konfessionsstatistik
Gemäß der Volkszählung 2011 waren 15,3 % der Einwohner evangelisch, 41,9 % katholisch und 42,9 % waren konfessionslos, gehörten einer anderen Glaubensgemeinschaft an oder machten keine Angabe. Der Anteil der Protestanten und Katholiken an det Gesamtbevölkerung ist seitdem gesunken. Ende 2024 hatte Poing 17.259 Einwohner, davon 30,8 % (5.318) Katholiken, 10,2 % Protestanten und 59,0 % hatten entweder eine andere oder gar keine Religionszugehörigkeit.

## Politik

### Gemeinderat und Bürgermeister
Die Gemeinderatswahlen seit 2014 und 2020 ergaben folgende Stimmenanteile und Sitzverteilungen:
| Partei/Liste    | Sitze | Sitze |
| Partei/Liste    | 2020  | 2014  |
| --------------- | ----- | ----- |
| SPD Bürgerliste | 6     | 8     |
| CSU             | 7     | 8     |
| FWG Poing:      | 4     | 4     |
| GRÜNE           | 5     | 3     |
| FDP             | 2     | 1     |

Bei den Kommunalwahlen 2020 wurde Thomas Stark (parteilos) zum Ersten Bürgermeister gewählt.

### Wappen und Flagge

Hissflagge der Gemeinde Poing mit Wappen

| Gemeindewappen von Poing | Blasonierung: „Über von Silber und Blau geteiltem Schildfuß in Blau ein goldener Sparren, der einen achtstrahligen silbernen Stern einschließt.“ |
| Gemeindewappen von Poing | Wappenbegründung: Die Wappensymbole „goldener Sparren“ und „silberner Stern“ wurden aus dem Wappen der im späten 17. Jahrhundert in Poing begüterten Familie von Prielmair in das Gemeindewappen übernommen. Der von Silber und Blau geteilte Schildfuß weist auf die enge Verflechtung des Ortes mit den bayerischen Herzögen beziehungsweise Kurfürsten hin. Die Feldfarbe Blau gibt nochmals die bayerischen Farben wieder. Die Flagge der Gemeinde hat drei Streifen in der Farbenfolge Gelb-Blau-Weiß, mittig kann sie auch das Gemeindewappen tragen. Sowohl Wappen als auch Flagge wurden am 29. Mai 1961 vom Innenminister Bayerns genehmigt. |

### Städtefreundschaften
Poreč (Parenzo)

## Kultur und Sehenswürdigkeiten

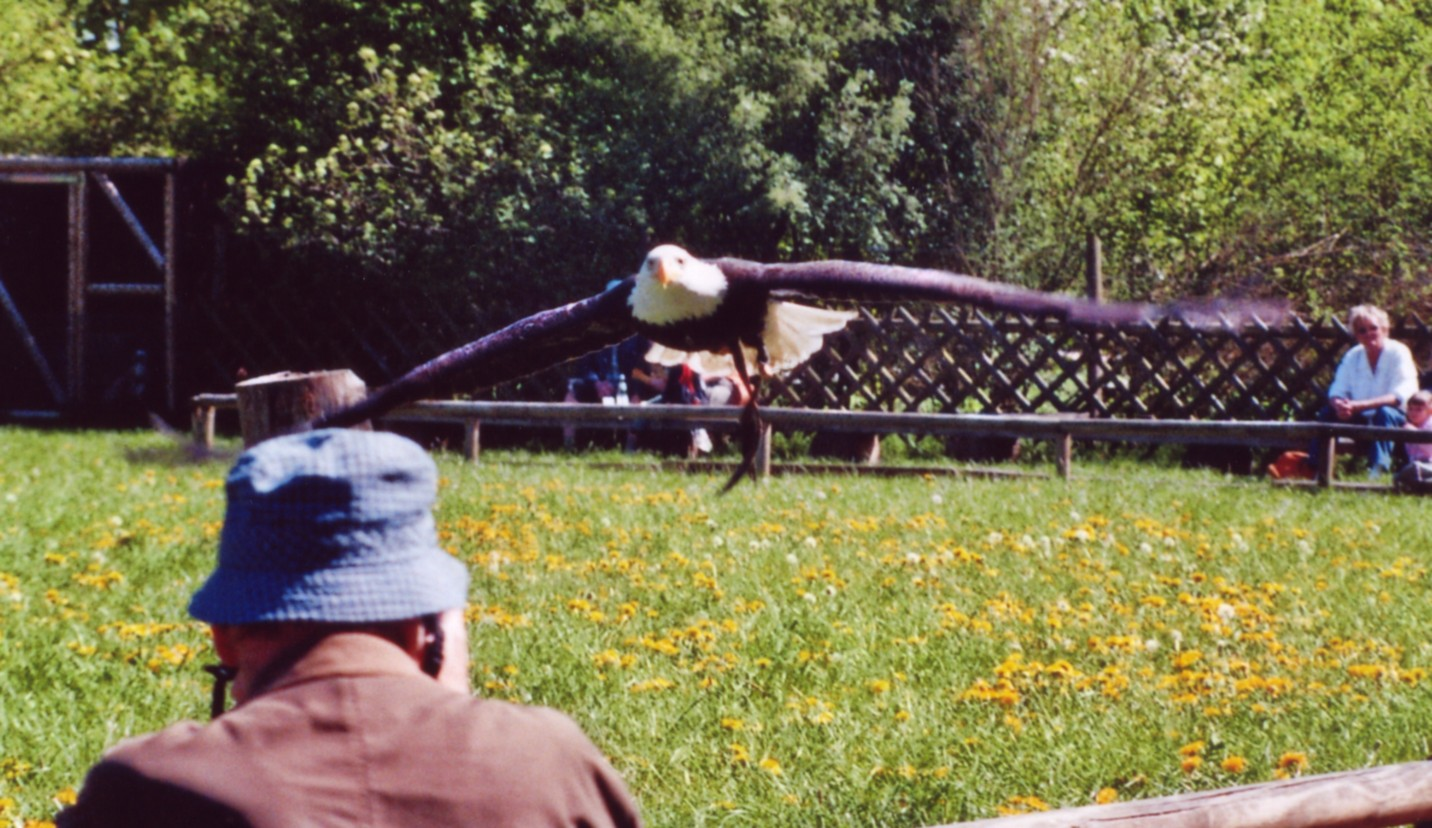
Greifvogelflugschau im Wildpark Poing

Poing entwickelte sich in den letzten 100 Jahren vom kleinen Straßendorf zu einem Siedlungsschwerpunkt und attraktiven Gewerbestandort. Nur in den Ortsteilen Angelbrechting und Grub ist die dörfliche Bebauung und ihr landwirtschaftlicher Charakter noch sichtbar. Durch den Strukturwandel, den damit verbundenen städtebaulichen Herausforderungen und beeinflusst durch den Zeitgeschmack, wandelte sich das Ortsbild.
Eine von der Gemeinde Poing eingerichtete „Kulturroute“ verweist direkt vor Ort auf abgegangene Höfe und veränderte Ortsstrukturen.
Die Route „5000 Jahre Poing“ führt zu verschiedenen archäologischen Fundstellen: den Fundort des Fürstengrabs aus der Bronzezeit, an ein Gräberfeld der Glockenbecherzeit, an römische und an mittelalterliche Siedlungsorte. Die Route zu den Wegmarken der vorgeschichtlichen Entwicklung Poings ist mit Schautafeln markiert.

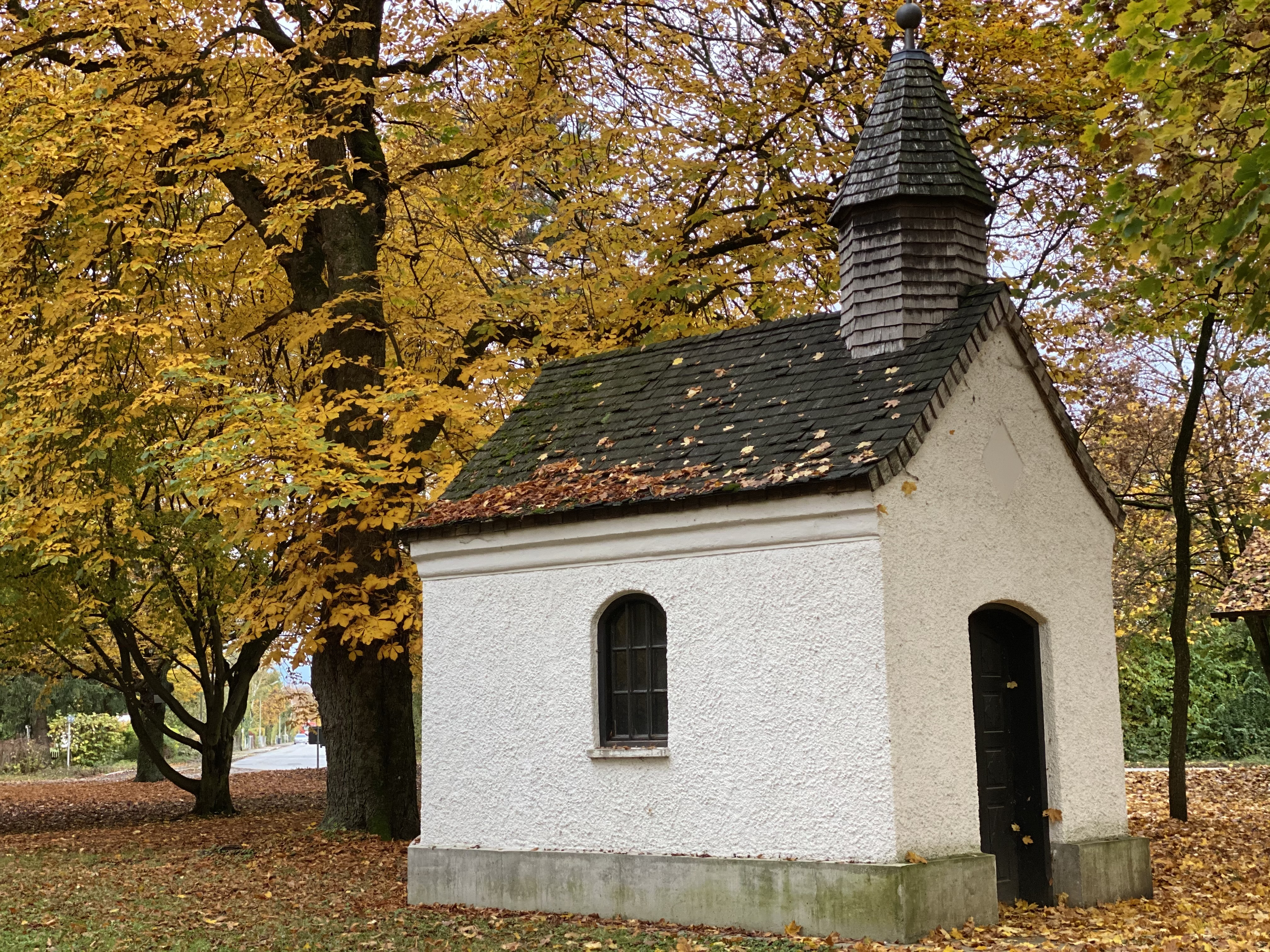
Ulrichskapelle Grub bei Poing

1819 errichteten die Brüder Jakob und Johann Huber die Ulrichskapelle am Staatsgut Grub.
Ein bedeutender zeitgenössischer Bau ist die römisch-katholische Kirche Seliger Pater Rupert Mayer (2018). Die Kirche wurde vielfach ausgezeichnet, auch mit dem International Prize for Sacred Architecture.
In der Nähe des Ortes befindet sich der 1959 eröffnete Wildpark Poing, der hauptsächlich Tiere aus Europa präsentiert. Viele Tiere können gefüttert werden, und Damhirsche bewegen sich frei unter den Besuchern.
Von 1987 bis 1995 betrieb Heinz Bründl in Poing den Westernpark No Name City. Seit 2009 wird als Erinnerung an die Westernstadt das Festival Spirit of No Name City beim City Center in Poing veranstaltet.
Auf dem Lehrpfad in Grub präsentieren die Bayerischen Staatsgüter sowie die Landesanstalt für Landwirtschaft Artenvielfalt und Landwirtschaft.

## Wirtschaft und Infrastruktur

### Verkehr

#### Straßenverkehr
Poing ist über Bundesautobahn 94, die im Endausbau von München nach Passau führen wird, über die Abfahrt Parsdorf/Poing erreichbar. Die Flughafentangente Ost, welche die A 94 mit dem Flughafen München verbindet, wurde am 20. Dezember 2010 fertiggestellt.

#### Eisenbahn
Durch die Gemeinde Poing verläuft die Bahnstrecke München–Simbach, an der im Gemeindegebiet die Haltepunkte Poing und Grub (Oberbay) liegen. Die Königlich Bayerischen Staatseisenbahnen nahmen die Bahnstrecke mit dem Haltepunkt Poing am 1. Mai 1871 in Betrieb. Der Haltepunkt Grub südlich des Ortsteils Grub wurde am 1. Mai 1897 mit dem Ausbau des Münchner Vorortbahnnetzes eröffnet. Seit 1972 ist die Strecke in das Netz der S-Bahn München integriert. An den Stationen Poing und Grub halten im 20-Minuten-Takt S-Bahn-Züge der Linie S 2 von Petershausen und Altomünster über München und Markt Schwaben nach Erding.

#### Busverkehr
Vom Haltepunkt Poing aus bedienen sieben Buslinien sowie eine Rufbus- und eine Ruftaxilinie Poings Wohn- und Gewerbegebiete und mehrere Nachbarorte. Diese Linien sind wie die S-Bahn in den Münchner Verkehrs- und Tarifverbund (MVV) integriert.

### Ansässige Unternehmen
- Avnet EM (Silica, Abacus, Memec, EBV, ALS)
- BayWa, Bau- und Gartenmarkt
- Canon Production Printing (bis Ende 2019 Océ), Hochleistungsdrucker, 1000 Mitarbeiter am Ort
- MVZ Labor Poing, medizinisches Labor für niedergelassene Ärzte im Großraum München, 120 Mitarbeiter
- Schustermann & Borenstein, Modevertriebsunternehmen
- Stahlgruber, Automobilzubehör, gegründet 1923
- Tschann-Bayern GmbH, Vertragshändler für DAF-Nutzfahrzeuge

### Sonstige Einrichtungen
- Bauzentrum Poing, ständige Ausstellung für Musterhäuser und Gebäudetechnik[45]
- Bayerische Landesanstalt für Landwirtschaft – Institut für Tierzucht[46]
- Bayerische Staatsgüter, Zentrale sowie das Versuchs- und Bildungszentrum Rinderhaltung – Staatsgut Grub
- Werkstätten der Bayerischen Staatsoper
- Die Bayerische Landesanstalt für Landwirtschaft (LfL) befindet sich im Ortsteil Grub. Sie ist eine Landesbehörde im Geschäftsbereich des Bayerischen Staatsministeriums für Ernährung, Landwirtschaft und Forsten mit Sitz am Campus Weihenstephan in Freising und unterhält in Grub mehrere Außenstellen, wie etwa das 2017 eröffnete Kompetenzzentrum Tier[47]

## Persönlichkeiten
In Poing geboren wurden der Staatswissenschaftler und Hochschullehrer Franz Paul Schneider (1902–1970) und der Landrat des Landkreises Eggenfelden und Abgeordnete zum Bayerischen Landtag Ludwig Ostermeier (1912–2006). Die frühere bayerische Staatsministerin für Arbeit und Sozialordnung, Familie und Frauen, Christa Stewens, lebt mit ihrer Familie in Angelbrechting. Stewens ist Ehrenbürgerin der Gemeinde. Ebenfalls in der Gemeinde Poing wohnt der Jurist und Fußballfunktionär Rainer Koch. Auch das unter dem Namen Iny Lorentz publizierende Autorenduo Ingrid Klocke und Elmar Wohlrath, das durch historische Romane wie Die Wanderhure bekannt wurde, wohnt in Poing.